# Amphiascoides nichollsi
Amphiascoides nichollsi är en kräftdjursart som beskrevs av Gilbert Henry Hicks 1977. Amphiascoides nichollsi ingår i släktet Amphiascoides och familjen Diosaccidae. Inga underarter finns listade i Catalogue of Life.